# Робин Хранач
Робин Хранач (чеш. Robin Hranáč) је чешки професионални фудбалер који игра као дефанзивац за чешког прволигаша Викторију Плзењ и репрезентацију Чешке.

## Играчка каријера

### Клубови
Хранач је члан фудбалског клуба Викторије Плзењ, у чијем дресу је стартовао 10. фебруара 2021. године и то на крају меча трећег кола МОЛ купа против ФК Препер. Хранач је дебитовао у лиги 21. априла у утакмици против Теплица.
Татран Липтовски Микулаш
У лето 2021. Хранач је отишао на шестомесечну позајмицу у Липтовски Микулаш у словачким Татрама.
Хранач је дебитовао у словачкој Фортуна лиги у дресу Татран Липтовски Микулаша 24. јула 2021. против Слована из Братиславе.
Пардубице
Хранач је прешао са позајмице на позајмицу у јануару 2022. године. По повратку из Липтовског Микулаша отишао је у Пардубице на шестомесечну позајмицу.
Хранач је у августу 2022. напустио тим шампиона лиге из Плзена и вратио се у Пардубице на позајмицу. Хранач је постао кључни играч Пардубица, одиграо је 31 меч и помогао им да остану у чешком клубском врху.

### Репрезентација
Хранач је дебитовао у дресу чешке „двадесет и једне” 11. новембра 2021. године у мечу против Енглеске у квалификацијама за Европско првенство 2023, када је у 88. минуту заменио Мартина Витика.
У јуну 2023. године номинован је за финални турнир Европског првенства до 21 године. На турниру је са саиграчем Витиком формирао стабилан штоперски дуо.
Након што је представљао Чешку на Европском првенству до 21 године 2023. године, дебитовао је за репрезентацију Чешке у пријатељској утакмици против Јерменије 26. марта 2024. године.